# Ареф'єва Тетяна Сергіївна
Ареф'єва Тетяна Сергіївна — колишня українська тенісистка. У своїй кар'єрі вона виграла два одиночні та два парні титули на турнірах Жіночого туру ITF.

## Кар'єра
Ареф'єва почала грати у теніс у віці шести років, тренером її був Ігор Дерновський. У 2005 році вона зіграла свій перший професійний поєдинок на турнірі в Києві на 10 тис. доларів, де отримала вайлд-кард.
У 2006 році Тетяна ще раз зіграла в Києві, цього разу просунувшись після першого раунду, а потім програвши Агнезе Цукіні в трьох сетах. Також грала у Харкові та Волосі. Вона здобула кваліфікацію до Харкова і отримала вайлд-кард у Волос. Вона грала у кваліфікаційних розіграшах усіх подій ITF у Каїрі. Потрапила в кваліфікацію у всіх трьох, але виграла два поєдинки в парному розряді в Каїрі.
Ареф'єва зіграла ще багато турнірів на ITF Circuit 2007, дійшовши до чвертьфіналу в фінському Тампере. Вона закінчила рік з рейтингом 769. У парному розряді, Тетяна спільно з Оленою Жирновою вийшла в фінал на Gausdal в Норвегії.
У лютому 2008 року вона виграла свій перший титул ITF в Мелільї в Іспанії. Вона також дійшла до фіналу в Астані та Афінах, але програла Алісі Мороній та Заріні Діяс відповідно. Вона також дійшла до фіналу в Ареццо, але програла в прямих сетах. Вона закінчила рік, зайнявши 613 місце в одиночному розряді та 727 у парному розряді.
У 2009 році Ареф'євій виповнилося 18 років і почалася серія успішних результатів. У португальському Портімані вона дійшла до півфіналу, перемігши Стефані Вонгсуті. Вона завершила фінал в Анталії та Алмати. Вона програла в Туреччині Іріні Георгату, але перемогла в Алмати Дарію Кучміну. На турнірі в $ 25 тис. в Намангані, Узбекистан, Тетяна вийшла у фінал, перемігши Ксенію Палкіну, Чаглу Бююккчай і Софію Кватсабайя. У фіналі її перемогла Христина Антонійчук, 6–0, 6–1.

## Фінал ITF Circuit
| Турніри $100 000 |
| Турніри $75 000  |
| Турніри $50 000  |
| Турніри $25 000  |
| Турніри $10 000  |

### Одиночний розряд: 7 (2 перемоги, 5 поразок)
| Результат | №  | Дата                | Турнір                   | Поверхня | Суперниця            | Рахунок       |
| --------- | -- | ------------------- | ------------------------ | -------- | -------------------- | ------------- |
| Перемога  | 1. | 23 лютого 2008 р    | ITF Мелілья, Іспанія     | Хард     | Дессіслава Младенова | 6–1, 7–6      |
| Поразка   | 2. | 24 березня 2008 р   | ITF Афіни, Греція        | Хард     | Алісе Мороні         | 3–6, 4–6      |
| Поразка   | 3. | 17 листопада 2008 р | ITF Астана, Казахстан    | Хард     | Заріна Діяс          | 5–7, 4–6      |
| Поразка   | 4. | 13 квітня 2009 р    | ITF Анталія, Туреччина   | Хард     | Ейріні Георгату      | 3–6, 7–6, 5–7 |
| Перемога  | 5. | 20 квітня 2009 р    | ITF Алмати, Казахстан    | Хард     | Дарія Кучміна        | 6–2, 6–1      |
| Поразка   | 6. | 27 квітня 2009 р    | ITF Наманган, Узбекистан | Хард     | Христина Антонійчук  | 0–6, 1–6      |
| Поразка   | 7. | 25 квітня 2011 р    | ITF Карші, Узбекистан    | Хард     | Ізабелла Холланд     | 5–7, 4–6      |

### Парний розряд: 9 (2 перемоги, 7 поразок)
| Результат | №  | Дата               | Турнір                                | Поверхня  | Партнерка            | Суперниці                               | Рахунок          |
| --------- | -- | ------------------ | ------------------------------------- | --------- | -------------------- | --------------------------------------- | ---------------- |
| Поразка   | 1. | 22 липня 2007 р    | ITF Ґеусдал, Норвегія                 | Хард      | Олена Жирнова        | Мая Камбіч Петра Паяліч                 | 6–7, 7–5, 3–6    |
| Поразка   | 2. | 11 лютого 2008 р   | ITF Ареццо, Італія                    | Глина     | Од Вермозен          | Джулія Гатто-Монтіконе Федеріка Кверсія | 5–7, 1–6         |
| Поразка   | 3. | 13 квітня 2009 р   | ITF Анталія, Туреччина                | Хард      | Анастасія Литовченко | Чагла Бююкакчай Пемра Озген             | 4–6, 2–6         |
| Перемога  | 4. | 20 квітня 2009 р   | ITF Алмати, Казахстан                 | Хард      | Анастасія Литовченко | Іма Богуш Євгенія Пашкова               | 6–4, 6–4         |
| Поразка   | 5. | 28 червня 2010 р   | ITF Істад, Швеція                     | Глина     | Анастасія Литовченко | Мервана Югіч-Салькіч Емма Лейн          | 1–6, 1–6         |
| Поразка   | 6. | 1 листопада 2010 р | ITF Ісманінг, Німеччина               | Килим (i) | Юліана Федак         | Крістіна Барруа Анна-Лена Гренефельд    | 1–6, 6–7         |
| Поразка   | 7. | 6 грудня 2010 р    | ITF Дубай, Об'єднані Арабські Емірати | Хард      | Юліана Федак         | Олена Чалова Ксенія Палкіна             | 2–6, 4–6         |
| Перемога  | 8. | 25 квітня 2011 р   | ITF Карші, Узбекистан                 | Хард      | Євгенія Пашкова      | Ізабелла Холланд Наомі Броді            | 6–7, 7–5, 6–4    |
| Поразка   | 9. | 11 березня 2013 р  | ITF Орландо, США                      | Глина     | Катержина Крамперова | Нікола Франькова Наталія Россі          | 5–7, 6–2, [8–10] |